# Doosan Machine Tools
Die Doosan Machine Tools Co., Ltd. ist ein international tätiges Unternehmen, das seit 1976 Werkzeugmaschinen baut und vertreibt. Der Hauptsitz des südkoreanischen Herstellers befindet sich in Changwon. Bisher hat Doosan Machine Tools (DMT) über 200.000 Anlagen verkauft. DMT zählt zu den weltweit bedeutenden Werkzeugmaschinenbauern. Die Produkte von DMT werden vor allem in den Industriebranchen Automobil, Luftfahrt, IT und Energie eingesetzt. DMT ist eine Tochtergesellschaft des Private-Equity-Unternehmens MBK Partners, das seinen Sitz im südkoreanischen Seoul hat. Die Marke Doosan wird von MBK Partners im Rahmen einer Lizenzvereinbarung mit der Doosan Corporation, dem eingetragenen Markeninhaber, verwendet.

## Deutschland

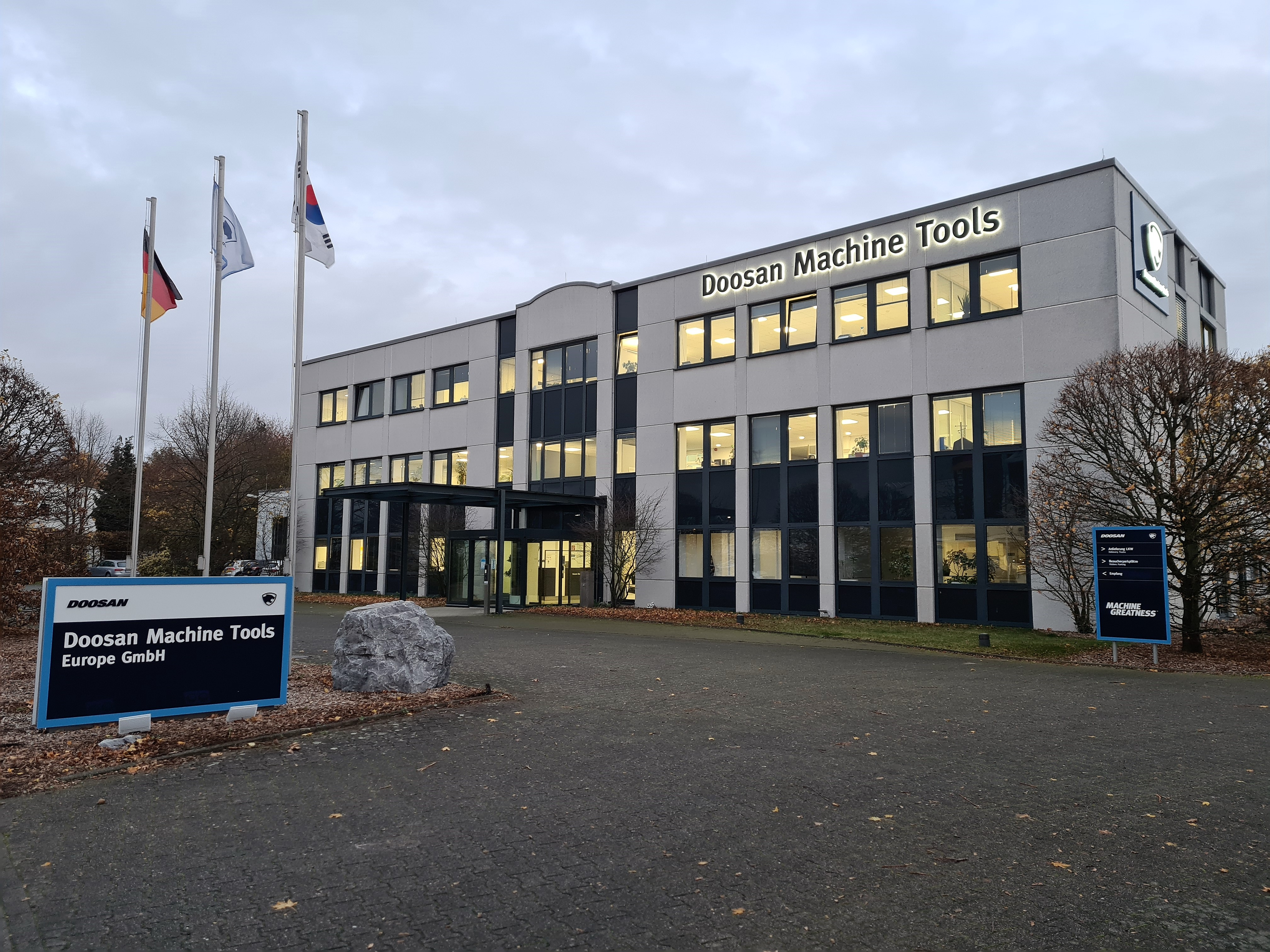
Sitz der Doosan Machine Tools Europe GmbH in Dormagen

Der koreanische Maschinenbauer verfügt über ein weltweites Händlernetz mit 167 Vertretungen. Die Niederlassung von DMT für Europa befindet sich in Deutschland. Die Doosan Machine Tools Europe GmbH hat ihren Sitz in Dormagen in Nordrhein-Westfalen. Die 62 Mitarbeiter/-innen erwirtschafteten im Geschäftsjahr 2019 einen Umsatz von 157 Millionen Euro.